# Nāḩiyat Markaz Jabal Sim‘ān
Nāḩiyat Markaz Jabal Sim‘ān (arabiska: ناحية مركز جبل سمعان) är ett subdistrikt i Syrien.   Det ligger i provinsen Aleppo, i den nordvästra delen av landet, 300 km norr om huvudstaden Damaskus.
Omgivningarna runt Nāḩiyat Markaz Jabal Sim‘ān är i huvudsak ett öppet busklandskap. Runt Nāḩiyat Markaz Jabal Sim‘ān är det ganska tätbefolkat, med 86 invånare per kvadratkilometer.